# ناحیه بجا
ناحیه بجا (به پرتغالی: Distrito de Beja) یک منطقهٔ مسکونی در پرتغال است که در آلنتیژو واقع شده‌است. ناحیه بجا ۱۰٬۲۲۵ کیلومتر مربع مساحت و ۱۵۲٬۷۵۸ نفر جمعیت دارد.